# Stopovka

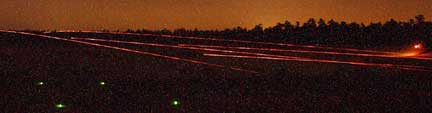
fotografie střel se stopovkou vystřelených z pušky M16.

Náboje se stopovkou používají speciální projektily, které jsou upraveny tak, že obsahují malé množství pyrotechnické nálože. Při výstřelu tohoto náboje ze zbraně dojde k zapálení této nálože, což má za následek emisi velmi silného světla. Díky tomu je možné vidět střelu pouhým okem letět. Díky tomu se střelci lépe míří, když vidí, na které místo střely vzhledem k cíli střelby dopadají.
Další výhodou je, že ostatní spolubojovníci vidí, kde je cíl a mohou se přidat ke střelbě.
To má ale i negativní následek. Nepřítel může dobře rozeznat pozici střelce. Proto má většina moderních střel určité zpoždění mezi vystřelením a okamžikem, kdy začnou svítit.
Smrtící efekt munice se stopovkou se od klasické nemění. Ale vzhledem k tomu, že během letu dochází ke snižování hmotnosti střely, může být trochu ovlivněna její přesnost (proto je dobré nepoužívat střely se stopovkou jako jediný způsob zaměřování střelby na cíl).
Střel se stopovkou se také využívá v letadlech a tancích. Paralelně s hlavní hlavní zbraně je ještě jedna, menší (tím pádem i levnější a je možné vézt více munice), která po delší dobu vystřeluje střely se stopovkou). Díky tomu je možné hlavní zbraň lépe zamířit.
Dále se jedna střela se stopovkou nabíjí skoro ke konci zásobníku. Když pak střelec střílí a vidí, že vystřelil střelu se stopovkou, tak mu to připomene, že za chvíli bude mít úplně prázdný zásobník.
Běžně se při střelbě střel se stopovkou používá se stopovkou každá čtvrtá až šestá. Ostatní jsou klasické konstrukce.

## Historie
Střely se stopovkou se ve zvětšené míře začaly používat v kulometech během 1. světové války.